# 에우도 (퍼녹스)
에우도 드 퍼녹스(Eudo I de Furneaux, 1032년 또는 1040년 -1076년 / 1086년) 또는 오도네(Oddone)는 베르망두아 헤르베르터 왕조 출신 프랑스의 귀족으로 베르망두아 백작 오토 1세와 그의 부인 파비아 또는 파티아의 아들이었다. 그의 이름은 Regestum veterum 문서의 1076년 기사에 등장한다.
그의 삶과 행적은 잘 알려져 있지 않다. 어느 시점에 그는 퍼녹스의 영주에 임명되었다. 그의 유년시절과 정확한 행적은 알려져 있지 않으나, 한동안 햄 지방 영주직을 세습한 어느 지역 소귀족 가문의 선조였을 것으로 추정된다. 부인은 부르군트 출신 여성 베르타(Bertha Of Burgundy)였다.

## 참고 자료
- Christian Settipani, La Préhistoire des Capétiens (Nouvelle histoire généalogique de l'auguste maison de France, vol. 1), Villeneuve d'Ascq, éd. Patrick van Kerrebrouck, 1993, 545 p.(ISBN 978-2-95015-093-6)
- Arlette Laret-Kayser, Entre Bar et Luxembourg : Le Comté de Chiny des Origines à 1300, Bruxelles (éditions du Crédit Communal, Collection Histoire, série in-8°, n° 72), 1986

1. ↑  (라틴어) Regestum veterum charta, pagg. 37 e 38